# Gerugambakkam
Gerugambakkam es una ciudad censal situada en el distrito de Chennai en el estado de Tamil Nadu (India). Su población es de 11551 habitantes (2011). Se encuentra a 16 km de Chennai y a 55 km de Kanchipuram. 

## Demografía
Según el censo de 2011 la población de Gerugambakkam era de 11551 habitantes, de los cuales 5959 eran hombres y 5602 eran mujeres. Gerugambakkam tiene una tasa media de alfabetización del 88,93%, superior a la media estatal del 80,09%: la alfabetización masculina es del 92,87%, y la alfabetización femenina del 84,80%.